# Perigo amarelo

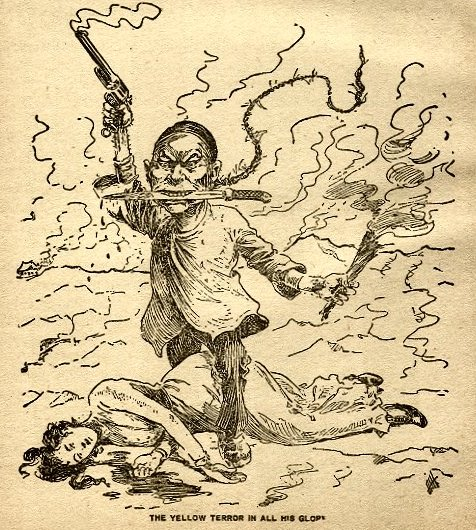
The Yellow Terror in all His Glory (1899) representa um rebelde chinês da dinastia Qing (1636–1912), armado até os dentes, montado em uma mulher branca caída que representa o colonialismo da Europa Ocidental

Perigo amarelo (também conhecido como Terror Amarelo e Espectro Amarelo) é uma metáfora racista que descreve os asiáticos orientais como um perigo e uma ameaça existenciais para o mundo ocidental. Como uma percepção psicocultural da ameaça do mundo oriental, o medo do perigo amarelo era mais racial do que nacional, um medo derivado não da preocupação com uma fonte específica de perigo ou de qualquer país ou povo, mas de um medo existencial vagamente ameaçador da horda sem rosto e sem nome de pessoas amarelas diante do mundo ocidental. Como uma forma de xenofobia, o Terror Amarelo é o medo do Outro não-branco do Oriente, como imaginado no livro racialista A Maré Ascendente da Cor Contra a Supremacia Branca Mundial (1920), de Lothrop Stoddard.
A ideologia racista do perigo amarelo é uma "imagem central de macacos, homens inferiores, primitivos, crianças, loucos e seres que possuíam poderes especiais", que são representações culturais de pessoas de cor que originam-se nas Guerras Médicas (499–449 aC), entre a Grécia Antiga e o Império Aquemênida; séculos depois, a expansão imperialista ocidental incluía os asiáticos no perigo amarelo.
No final do século XIX, o sociólogo russo Jacques Novikow cunhou o termo no ensaio "Le Péril Jaune" (1897); mais tarde, o imperador Guilherme II da Alemanha (r. 1888–1918) usou o racismo do perigo amarelo para incentivar os impérios europeus a invadir, conquistar e colonizar a China. Para esse fim, o imperador deturpou a vitória asiática na Guerra Russo-Japonesa (1904–1905) como uma ameaça racialista aos cidadãos brancos da Europa Ocidental, e deturpou aliança entre China e o Japão para conquistar, subjugar e escravizar o mundo ocidental.
O sinologista Wing-Fai Leung explicou as origens fantásticas do termo e a ideologia racialista derivada: "A frase perigo amarelo (às vezes Terror Amarelo ou Espectro Amarelo) mistura as ansiedades ocidentais sobre sexo, os medos racistas do alienígena Outro e a crença spengleriana de que o Ocidente terá um menor número e será escravizado pelo Oriente." A acadêmica Gina Marchetti identificou o medo psicocultural dos asiáticos orientais como "enraizado nos medos medievais de Gengis Khan e nas invasões mongóis da Europa (1236–1291), o perigo amarelo combina terror racista de culturas alienígenas, ansiedades sexuais e a crença de que o Ocidente será dominado e envolto pelas forças ocultas irresistíveis, sombrias e ocidentais"; :2 portanto, à luz do militarismo imperial japonês, o Ocidente incluiu o povo japonês no racismo do perigo amarelo. Além disso, no final do século XIX e início do século XX, os escritores desenvolveram o tópos literário do perigo amarelo em motivos raciais codificados de ficção narrativa, especialmente em romances e histórias nos gêneros de literatura invasiva e aventura colonial, guerra racial e ficção científica.

## Origem
Os estereótipos racistas e culturais do perigo amarelo originaram-se no final do século XIX, quando trabalhadores chineses (pessoas com diferentes cores de pele, fisionomia, idioma e cultura) imigraram legalmente para a Austrália, Canadá, Estados Unidos e Nova Zelândia, onde sua ética de trabalho provocou inadvertidamente uma reação racista contra eles, por concordar em trabalhar por menores salários do que as populações brancas locais. Em 1870, o orientalista e historiador francês Ernest Renan alertou os europeus sobre o perigo oriental para o mundo ocidental; no entanto, Renan referia-se ao Império Russo (1721–1917), um país e nação que o Ocidente considerava mais asiático do que europeu.

### Canadá
Um imposto per capita foi fixado de cada chinês que entrava no Canadá. O imposto foi cobrado pela primeira vez depois que o parlamento canadense aprovou a Lei de Imigração Chinesa de 1885 e tinha como objetivo desencorajar os chineses de entrar no país após a conclusão da Canadian Pacific Railway (CPR). A taxação foi abolida pela Lei de Imigração Chinesa de 1923, que impediu totalmente a imigração, exceto a de empresários, clérigos, educadores, estudantes e alguns outros.

### Estados Unidos
Após o uso do termo pelo Imperador Guilherme II em 1895, a imprensa popular dos Estados Unidos adotou a frase para se referir não apenas à ameaça militar do Japão, mas também à crescente maré de imigrantes da Ásia.
Na Califórnia da década de 1870, apesar do Tratado de Burlingame permitir a migração legal de trabalhadores não qualificados da China, a classe trabalhadora branca nativa exigiu que o governo dos EUA cessasse a imigração de "hordas amarelas imundas" de chineses que aceitavam empregos de brancos  nativo-americanos, especialmente durante uma depressão econômica. Nesse sentido, Horace Greeley, editor do jornal New-York Tribune, escreveu uma opinião editorial xenofóbica e racista apoiando a exclusão popularmente exigida:

Os chineses são incivilizados, impuros e imundos além de qualquer concepção, sem nenhuma das relações domésticas ou sociais mais elevadas; são lascivos e sensuais em suas disposições; todas as mulheres são prostitutas da mais baixa ordem.
Em Los Angeles, o racismo do perigo amarelo provocou o massacre chinês de 1871, em que 500 homens brancos lincharam 20 homens chineses no gueto de Chinatown. Ao longo das décadas de 1870 e 1880, o líder do Partido dos Trabalhadores da Califórnia, Denis Kearney, nascido na Irlanda, era um demagogo extraordinário que aplicou com sucesso a ideologia do perigo amarelo à sua política contra a imprensa, capitalistas, políticos e trabalhadores chineses, e concluiu seus discursos com o epílogo: "e aconteça o que acontecer, os chineses devem ir!":349 Os chineses na América também foram alvo de um dos primeiros pânicos morais americanos focados nas drogas. Os imigrantes chineses foram responsabilizados pela popularidade do consumo de ópio entre os europeus descendentes. Assim como os imigrantes católicos irlandeses, os asiáticos orientais eram vistos como o grupo subversivo que derrubaria o republicanismo americano por dentro. Então, em 1882, a pressão política obrigou o governo dos Estados Unidos a legislar a Lei de Exclusão Chinesa (1882), que permaneceu a lei de imigração efetiva até 1943.

### Império Alemão

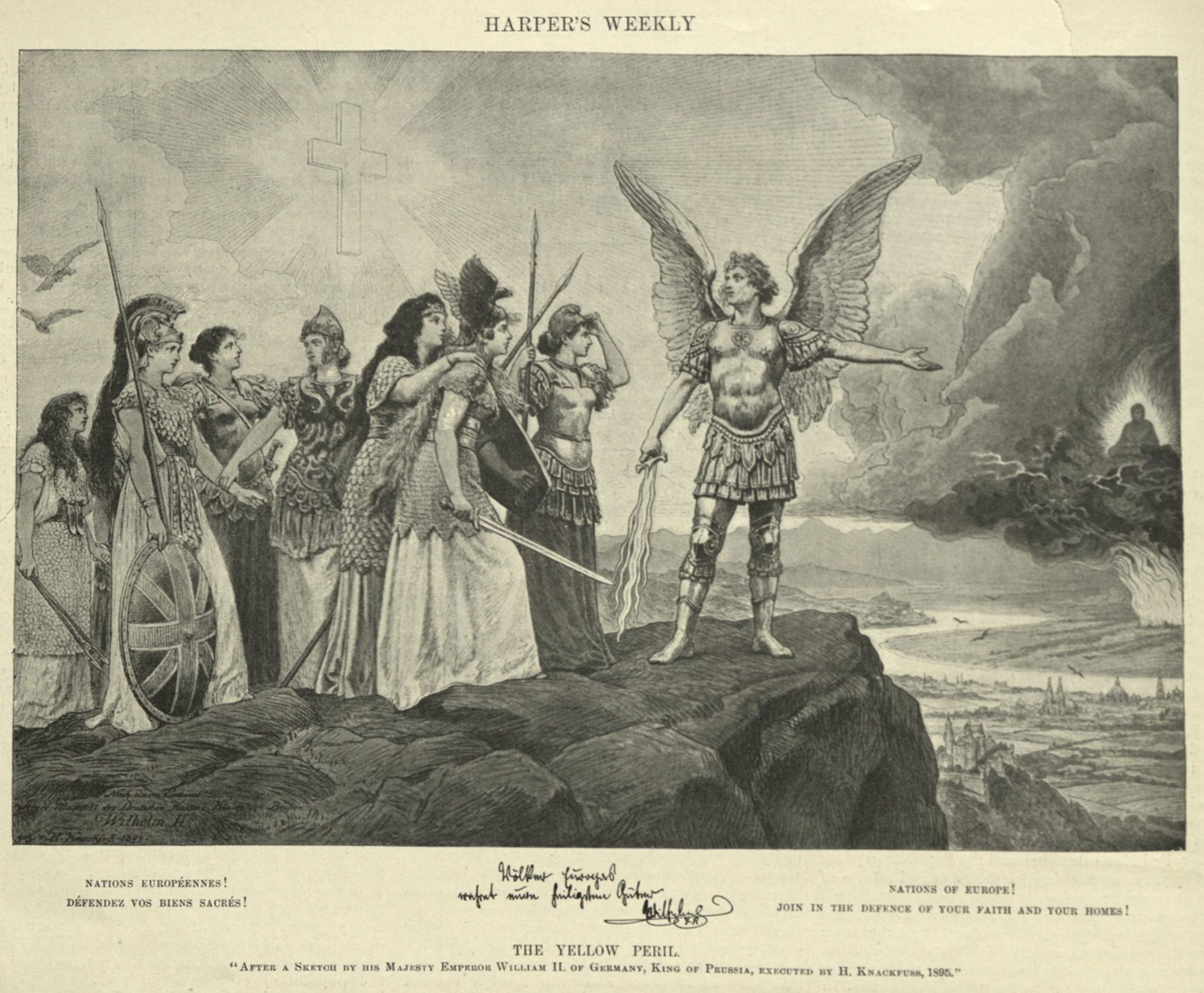
O Imperador Guilherme II usou a litografia alegórica Povos da Europa, guardai o vosso bem mais precioso (1895), de Hermann Knackfuss, para promover a ideologia do perigo amarelo como justificativa geopolítica do colonialismo europeu na China

Desde 1870, na prática do imperialismo colonial, os estereótipos da ideologia perigo amarelo deram forma concreta ao racismo anti-asiático, que era a moeda cultural na cosmovisão de mundo ocidental da Europa e América do Norte. Na Europa central, o orientalista e diplomata Max von Brandt aconselhou Imperador Guilherme II que a Alemanha Imperial tinha interesses coloniais na China.:83 Assim, o Imperador usou a frase die Gelbe Gefahr (O perigo amarelo) para incentivar especificamente os interesses alemães imperiais e justificar o colonialismo europeu na China.
Em 1895, Alemanha, França e Rússia organizaram a Intervenção Tripla no Tratado de Shimonoseki (17 de abril de 1895), que concluiu a Primeira Guerra Sino-Japonesa (1894–1895), a fim de obrigar o Império do Japão a entregar suas colônias chinesas aos europeus; que o jogo geopolítico tornou um casus belli subjacente da Guerra Russo-Japonesa (1904–05).:83 O Império justificou a Intervenção Tripla para o império japonês com apelos à armas racialistas contra perigos geopolíticos inexistentes da "raça amarela" contra a "raça branca" da Europa Ocidental.:83
Para justificar a hegemonia cultural européia, o imperador alemão usou a litografia alegórica Povos da Europa, guardai o vosso bem mais precioso, de Hermann Knackfuss, para comunicar sua geopolítica a outros monarcas europeus. A litografia mostra a Alemanha como líder da Europa – personificada coletivamente como "deusas guerreiras pré-históricas sendo lideradas pelo Arcanjo Miguel contra o 'perigo amarelo' do Oriente" representado por uma "nuvem negra de fumaça sobre a qual repousa um Buda estranhamente calmo, envolto em chamas" (descrito pelo historiador britânico James Palmer).:31:203 Politicamente, a litografia de Knackfuss permitiu a Guilherme II acreditar que profetizou a iminente guerra racial que decidirá a hegemonia global no século XX.:31

### Império Russo
No final do século XIX, com o Tratado de São Petersburgo (1881), a Dinastia Qing (1644–1912), China, recuperou a porção oriental da bacia do rio Ili (Zhetysu), que a Rússia havia ocupado por uma década, desde a Revolta Dungan (1862–77). Naquela época, os meios de comunicação de massa do Ocidente deturparam a China como um poder militar ascendente e aplicaram a ideologia do perigo amarelo para evocar temores racistas de que a o país conquistaria colônias ocidentais, como a Austrália.

## Guerra dos boxers
Em 1900, a rebelião anticolonial dos boxers reforçou os estereótipos racistas dos asiáticos orientais como uma ameaça aos brancos. A Sociedade dos Punhos Harmoniosos e Justiceiros (os boxers) era uma organização de artes marciais xenófobas que culpava os problemas da China pela presença de colônias ocidentais no país. Os boxers procuraram salvar a China matando todos os colonos ocidentais e cristãos chineses – os ocidentalizados.:350 No início do verão de 1900, o Príncipe Zaiyi permitiu que os boxers entrassem em Pequim, para matar colonos ocidentais e cristãos chineses, em cerco às embaixadas estrangeiras.:78–79 Posteriormente, Ronglu, Comandante-em-Chefe Qing e Yikuang (Príncipe Qing), resistiram e expulsaram os boxers de Pequim após dias de luta.

## Literatura

### Romances

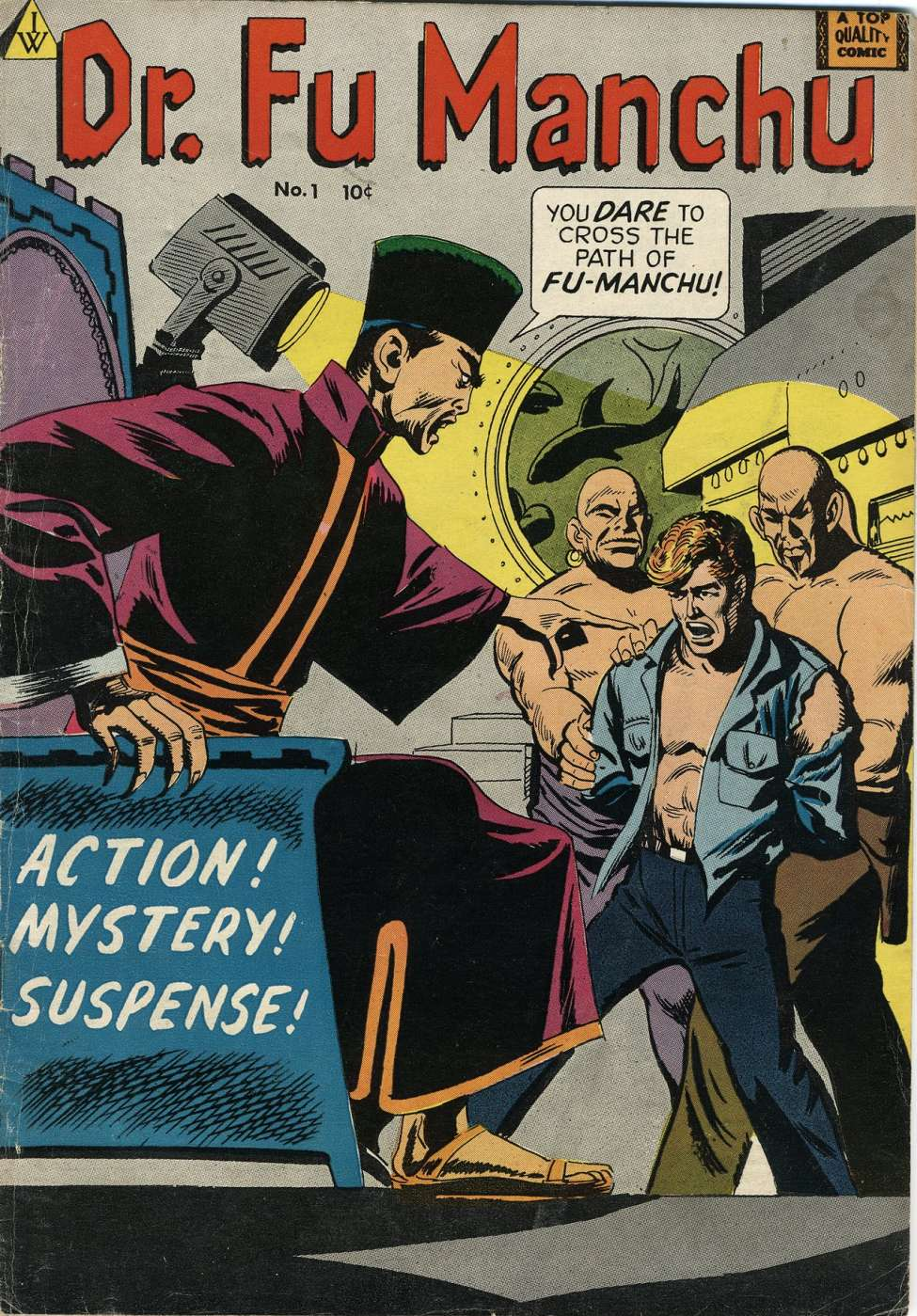
O Dr. Fu Manchu (1958) é um exemplo da ideologia do perigo amarelo para crianças. (arte de Carl Burgos)

O perigo amarelo era um assunto comum para a ficção de aventura colonial, da qual o Dr. Fu Manchu é o vilão representativo, criado à semelhança do vilão do romance The Yellow Danger; Or, what Might Happen in the Division of the Chinese Empire Should Estrange all European Countries (1898), de M. P. Shiel. O gangster chinês Fu Manchu é um cientista louco com a intenção de conquistar o mundo, mas é continuamente frustrado pelos policiais britânicos Sir Denis Nayland Smith e Dr. Petrie, em treze romances (1913-1959), de Sax Rohmer.
Fu Manchu chefia a Si-Fan, uma organização criminosa internacional e uma gangue pan-asiática de assassinos recrutados nos "lugares mais sombrios do Oriente".  As tramas dos romances apresentam a cena recorrente de Fu Manchu despachando assassinos (geralmente chineses ou indianos) para matar Nayland Smith e o Dr. Petrie. No curso da aventura, Nayland-Smith e Petrie são cercados por homens de cor assassinos, a metáfora do perigo amarelo de Rohmer para a invasão do Ocidente contra o Oriente. No contexto da série Fu Manchu e da influência de Shiel, o revisor Jack Adrian descreveu Sax Rohmer como um
Desavergonhado inflador de um perigo que não era perigo algum. . . em uma conspiração global absurda.
Ele não tinha nem uma desculpa. . . de seu antecessor nessa mentira mesquinha, M.P. Shiel, que era um racista vigoroso, às vezes exibindo ódio e horror aos judeus e às raças do Extremo Oriente. O racismo do próprio Rohmer era descuidado e casual, um mero sintoma da época.
Yellow Peril: The Adventures of Sir John Weymouth–Smythe (1978), de Richard Jaccoma , é um pastiche dos romances de Fu Manchu. Passada na década de 1930, a história é uma destilação do estereótipo da sedutora Dragon Lady e dos implacáveis mongóis que ameaçam o Ocidente. A narrativa em primeira pessoa é de Sir John Weymouth - Smythe, um anti-herói que é libertino e puritano, continuamente dividido entre o desejo sensual e a puritana vitoriana. O enredo é a busca pela Lança do destino, uma relíquia com poder sobrenatural, que dá ao possuidor o controle do mundo. Ao longo da história, Weymouth-Smythe passa muito tempo lutando contra o vilão, Chou en Shu, pela posse da Lança do destino. Desenvolvimentos temáticos revelam que o verdadeiro vilão é apenas o (nazista). aliados conspícuos de Weymouth - Smythe. Os líderes nazistas são Clara Schicksal, uma mulher loira teutônica que sacrifica os meninos Myanma aos deuses alemães antigos, enquanto faz sexo com eles; mais tarde, em punição, Weymouth - Symthe sodomiza Clara.
The Yellow Peril (1989) por Bao Mi (Wang Lixiong) apresenta uma guerra civil na República Popular da China que se transforma em guerra nuclear interna, que depois se transforma em Terceira Guerra Mundial. Publicado após os protestos da Praça Tiananmen em 1989, a narrativa política de Yellow Peril apresenta a política dissidente de chineses anticomunistas e, conseqüentemente, foi suprimida pelo governo chinês.

### Contos

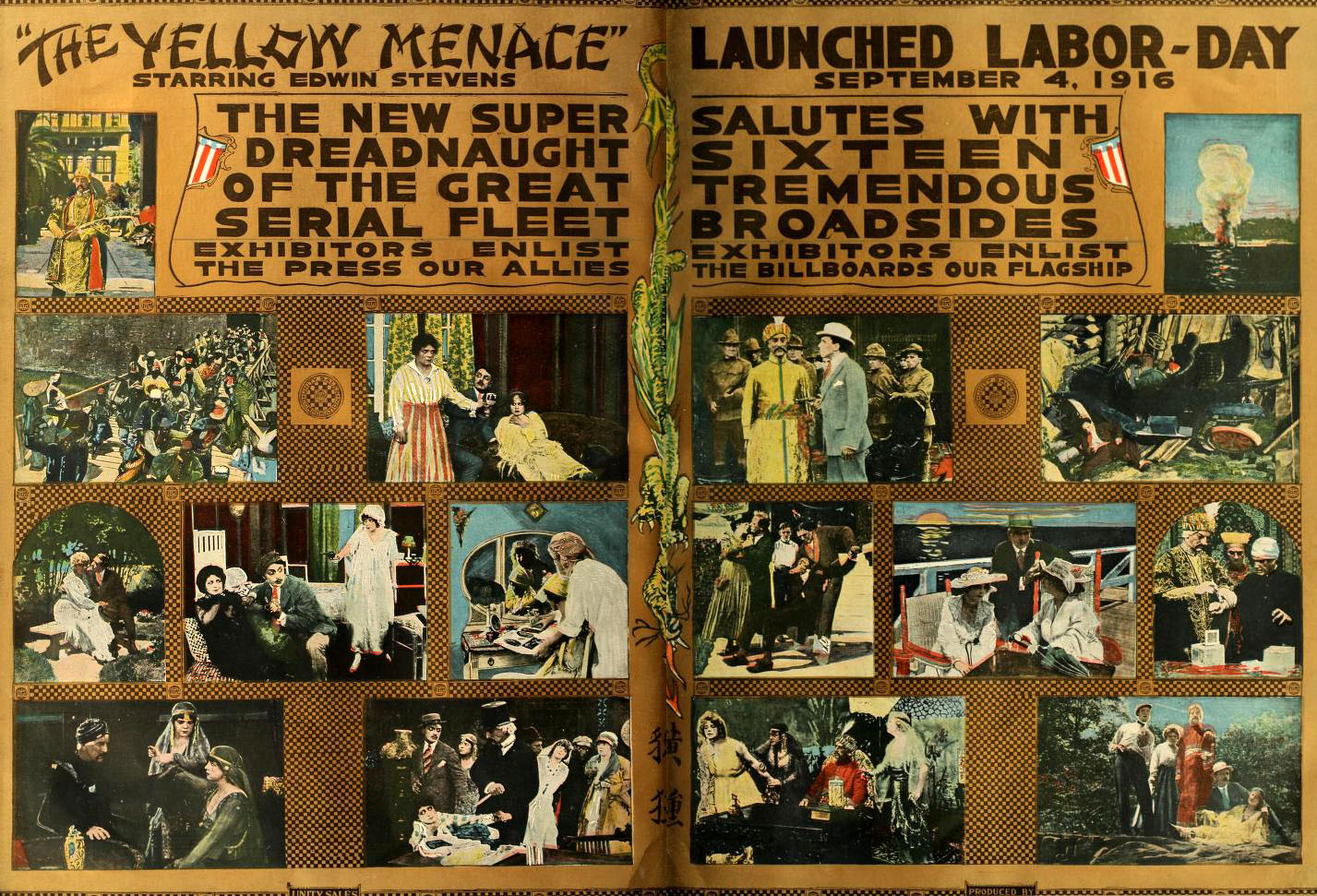
No seriado The Yellow Menace, vilões asiáticos ameaçam a heroína branca. (Setembro de 1916)

- The Infernal War (La Guerre infernale, 1908), de Pierre Giffard, ilustrado por Albert Robida, é uma história de ficção científica que retrata a Segunda Guerra Mundial como uma luta entre os impérios do homem branco, cuja distração permite que a China invada a Rússia, e o Japão invada os Estados Unidos em apoio racismo ao perigo amarelo, as ilustrações de Robida retratam as crueldades e torturas que os asiáticos infligem ao homem branco, russo e americano.[6]
- In "Under the Ban of Li Shoon" (1916) e "Li Shoon's Deadliest Mission" (1916), H. Irving Hancock apresentou o vilão Li Shoon, um homem "alto e robusto" com "um rosto redondo e amarelo como a lua" com "sobrancelhas salientes" acima de "olhos fundos". Pessoalmente, Li Shoon é "uma incrível combinação de mal" e intelecto, o que o torna "uma maravilha de tudo que é perverso" e "uma maravilha da astúcia satânica".[32]
- The Peril of the Pacific (1916) de J. Allan Dunn, descreve uma fantástica invasão japonesa de 1920 no continente dos Estados Unidos realizada por uma aliança entre traidores nipo-americanos e a Marinha Imperial Japonesa. A linguagem racista da narrativa de J. Allan Dunn comunica o medo irracional do perigo amarelo de e sobre cidadãos nipo-americanos na Califórnia, que estavam isentos de deportação arbitrária pelo Acordo de Cavalheiros de 1907.[32]
- "The Unparalleled Invasion" (1910) de Jack London, ambientado entre 1976 e 1987, mostra a China conquistando e colonizando países vizinhos. Em autodefesa, o mundo ocidental retalia com uma guerra biológica. Os exércitos e marinhas ocidentais matam os refugiados chineses na fronteira e as expedições punitivas matam os sobreviventes na China. Londres descreve esta guerra de extermínio como necessária para o colonialismo de colonos brancos da China, de acordo com "o programa democrático americano".[33]
- In "He" (1926)  de H. P. Lovecraft, o protagonista branco tem permissão para ver o futuro do planeta Terra e vê "homens amarelos" dançando triunfantemente entre as ruínas do mundo do homem branco. Em "The Horror at Red Hook" (1927), apresenta Red Hook, Nova York, como um lugar onde "imigrantes de olhos puxados praticam rituais sem nome em honra de deuses pagãos à luz da lua."[34]

## Cinema

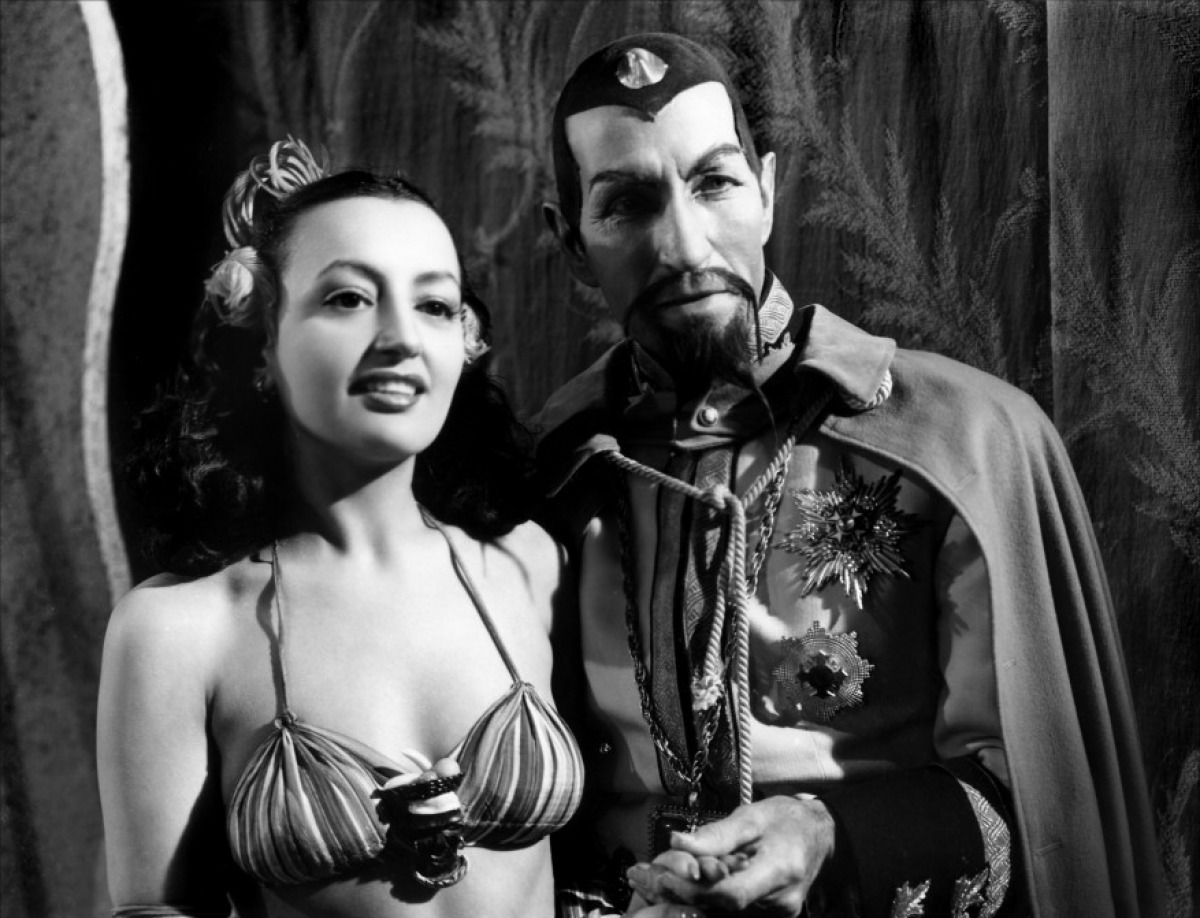
O Futuro do perigo amarelo: Em Flash Gordon Conquers the Universe (1940), Ming, o Impiedoso (Charles Middleton) e uma concubina (Carmen D'Antonio).

Na década de 1930, o cinema americano (Hollywood) apresentava imagens contraditórias de homens do Leste Asiático: (i) O malévolo mestre do crime, Dr. Fu Manchu; e (ii) O benevolente mestre-detetive, Charlie Chan. Fu Manchu é a "mistura de astutas vilanias asiáticas de [Sax] Rohmer [que] se conecta com os medos irracionais da proliferação e incursão: mitos racistas frequentemente carregados pelas imagens de enchentes, dilúvios, ondas gigantes de imigrantes, rios de sangue."
The Mask of Fu Manchu (1932) mostra que a ansiedade sexual do homem branco é uma das bases do medo do perigo amarelo, especialmente quando Fu Manchu (Boris Karloff) incita seu exército asiático a "Matar o homem branco e levar suas mulheres!" Além disso, como um exemplo de relações sexuais "não naturais" entre asiáticos, o incesto entre pai e filha é um tema recorrente e narrativo de The Masks of Fu Manchu, comunicado pelas relações ambíguas entre Fu Manchu e Fah Lo See (Myrna Loy), sua filha.
Em 1936, quando os nazistas proibiram os romances de Sax Rohmer na Alemanha, porque acreditavam que ele era judeu, Rohmer negou ser racista e publicou uma carta declarando-se "um bom irlandês", mas foi falso sobre o porquê da proibição nazista de livros, porque "minhas histórias não são hostis aos ideais nazistas." No cinema de ficção científica, o "perigo amarelo futurístico" é personificado pelo Imperador Ming, o Impiedoso, é uma iteração do tropo Fu Manchu, que é o nêmesis de Flash Gordon; da mesma forma, Buck Rogers luta contra os Mongóis Vermelhos, um perigo amarelo que conquistou os Estados Unidos no século 25.

## Revistas em quadrinhos

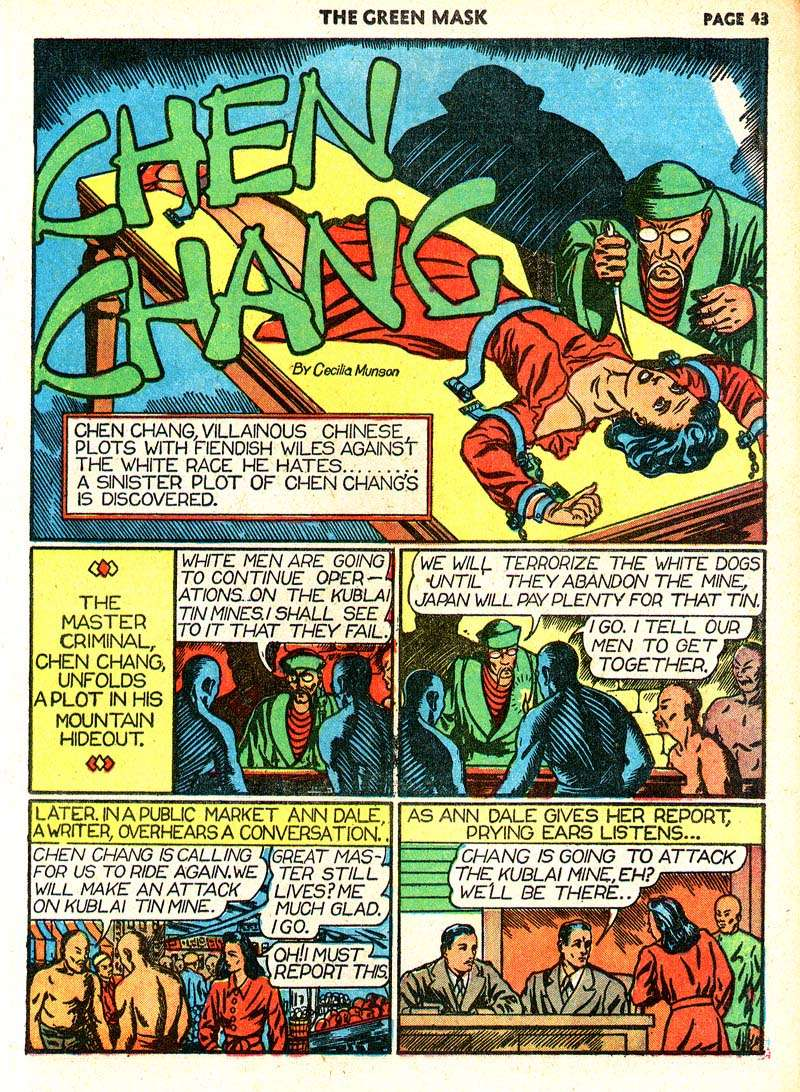
The Green Mask #6, página 43, agosto de 1941, Fox Feature Syndicate, arte de Munson Paddock

Em 1937, a editora DC Comics apresentou "Ching Lung" na capa e na primeira edição da revista Detective Comics (março de 1937). Anos depois, o personagem seria revisitado em New Super-Man (junho de 2017), onde sua verdadeira identidade é revelada como All-Yang, o vilão irmão gêmeo de I-Ching, que deliberadamente cultivou a imagem do perigo amarelo de Ching Lung para mostre ao novo Super-Man como o Ocidente caricaturou e vilipendiou os chineses.
No final dos anos 1950, Atlas Comics (Marvel Comics) publicou Garra Amarela, um pastiche das histórias de Fu Manchu. Excepcionalmente para a época, a imagem racista foi contrabalançada pelo agente asiático-americano do FBI, Jimmy Woo, como seu principal oponente.
Em 1964, Stan Lee e Don Heck introduziram, em Tales of Suspense, o Mandarim, um supervilão inspirado no perigo amarelo e arqui-inimigo do super-herói da Marvel Comics, Homem de Ferro. Em Homem de Ferro 3 (2013), ambientado no Universo Cinematográfico Marvel, o Mandarim aparece como o líder da organização terrorista Dez Anéis. O herói Tony Stark (interpretado por Robert Downey, Jr.) descobre que o Mandarim é um ator inglês, Trevor Slattery (Ben Kingsley), que foi contratado por Aldrich Killian (Guy Pearce) como disfarce para suas próprias atividades criminosas. De acordo com o diretor Shane Black e o roteirista Drew Pearce, transformar o Mandarim em um impostor evitou os estereótipos do perigo amarelo e o modernizou com uma mensagem sobre o uso do medo pelo complexo industrial militar.
Na década de 1970, a DC Comics introduziu um claro análogo de Fu Manchu no supervilão Ra's al Ghul, criado por Dennis O'Neil, Neal Adams e Julius Schwartz. Embora mantendo um nível de ambiguidade racial, a barba Fu Manchu e as roupas "chinesas" do personagem fizeram dele um exemplo do estereótipo do perigo amarelo. Ao adaptar o personagem para Batman Begins, o roteirista David Koepp e o diretor Christopher Nolan fizeram Ken Watanabe interpretar um impostor para distrair de sua verdadeira personalidade, interpretado por Liam Neeson. Assim como em Homem de Ferro 3, isso foi feito para evitar as origens problemáticas do personagem, tornando-os uma farsa deliberada em vez de um retrato verdadeiro dos designs insidiosos de uma cultura diferente.
A Marvel Comics usou Fu Manchu como o principal inimigo de seu filho, Shang-Chi, o Mestre de Kung Fu. Como resultado da perda dos direitos do nome Fu Manchu, suas aparições posteriores deram a ele o nome real de Zheng Zu. No filme do Universo Cinematográfico da Marvel, Shang-Chi e a Lenda dos Dez Anéis (2021), substituirá Fu Manchu pelo "verdadeiro" "Mandarim, Xu Wenwu (Tony Leung); assim, minimizando as implicações do perigo amarelo, já que Wenwu é combatido por um super-herói asiático, Shang-Chi (Simu Liu), enquanto omite referências ao personagem Fu Manchu. As reações ao pôster e ao trailer nas regiões de língua chinesa da Ásia foram mais críticas, com os comentaristas acreditando que ambos apresentavam uma visão "bastante estereotipada" do povo e da cultura chinesa. Em maio de 2021, um relatório da mídia estatal chinesa excluiu Shang-Chi e a Lenda dos Dez Anéis, bem como Eternals, de sua lista de filmes da Marvel que seriam lançados, que a Variety observou "adicionado aos rumores" de que os filmes não seriam lançados na China.

### Mangá
Invasão Kushan de Midland no mangá Berserk de Kentaro Miura, vários arcos de história retratam massacres e crueldades sanguinárias cometidas pelos Kushans (com a aparência de guerreiros orientais) em camponeses pacíficos de Midland.

## Publicações
- Yellow Peril, Collection of British Novels 1895–1913, in 7 vols., editado por Yorimitsu Hashimoto, Tóquio: Edition Synapse. ISBN 978-4-86166-031-3
- Yellow Peril, Collection of Historical Sources, in 5 vols., editado por Yorimitsu Hashimoto, Tóquio: Edition Synapse. ISBN 978-4-86166-033-7
- Baron Suematsu in Europe during the Russo-Japanese War (1904–05): His Battle with Yellow Peril, por Matsumura Masayoshi, traduzido por Ian Ruxton
- Dickinson, Edward Ross (2002). «Sex, Masculinity, and the 'Yellow Peril': Christian von Ehrenfels' Program for a Revision of the European Sexual Order, 1902–1910». German Studies Review. 25 (2): 255–284. JSTOR 1432992. doi:10.2307/1432992
- Palmer, James The Bloody White Baron: The Extraordinary Story of the Russian Nobleman Who Became the Last Khan of Mongolia, Nova Iorque: Basic Books, 2009, ISBN 0465022073.
- Yellow Peril!: An Archive of Anti–Asian Fear, editado por John Kuo Wei Tchen e Dylan Yeats. ISBN 978-1781681237